# 캐릭터 클래스
캐릭터 클래스(character class)는 롤플레잉 게임 내 캐릭터의 능력을 말한다. 캐릭터 클래스는 게임 캐릭터의 능력을 구별하는 데 일반적으로 이용되는데, 흔히 '직업'으로 설명되지만, 캐릭터가 보유한 능력, 적성, 배경과 사회적 지위, 때로는 행동의 제한점까지 포함한다. 그럼에도 불구하고 캐릭터 클래스는 직관적인 특질을 담고 있는 전형(아키타입)이나 특정 직업을 나타내는 것으로 간주할 수도 있다. 캐릭터 클래스 시스템을 사용하는 RPG에서는 게임이 진행되는 동안 플레이어가 해당 클래스를 얻을 수 있도록 체계를 단계적으로 세분화하기도 한다. 캐릭터는 단 하나의 클래스에 머무는 것이 일반적이지만, 일부 게임에서는 캐릭터의 클래스를 변경하거나 동시에 다양한 클래스를 보유하게 하기도 한다. 클래스와 레벨을 아예 사용하지 않는 시스템도 있다. 스킬 기반 시스템과 혼합하거나 캐릭터 템플릿을 이용해 클래스를 복제하여 이용하도록 하는 경우도 있다.

## 역사
공식적으로 최초의 롤플레잉 게임으로 알려진 《던전 & 드래곤》(D&D)은 《체인메일》과 같은 미니어처 워게임에 등장하는 유닛에서 영감을 얻어 클래스를 도입했다. D&D 이후에 만들어진 게임들은 이 아이디어를 채택하되 나름대로 변형하여 사용한 경우가 많았으며, 이들을 클래스 기반 체계의 게임이라고도 부른다. 캐릭터 클래스는 테이블 게임, 롤플레잉 비디오 게임, 라이브 액션 롤플레잉 게임 등에도 등장한다. 가장 인기 있는 롤플레잉 게임들은 대부분 형태가 조금씩 다를 뿐 여전히 캐릭터 클래스를 기반으로 하며, 이와 더불어 인종이나 종족, 기술(스탯), 소속과 같이 캐릭터의 구별이 가능하게 하는 다양한 요소를 함께 제공한다.

## 클래스의 전형

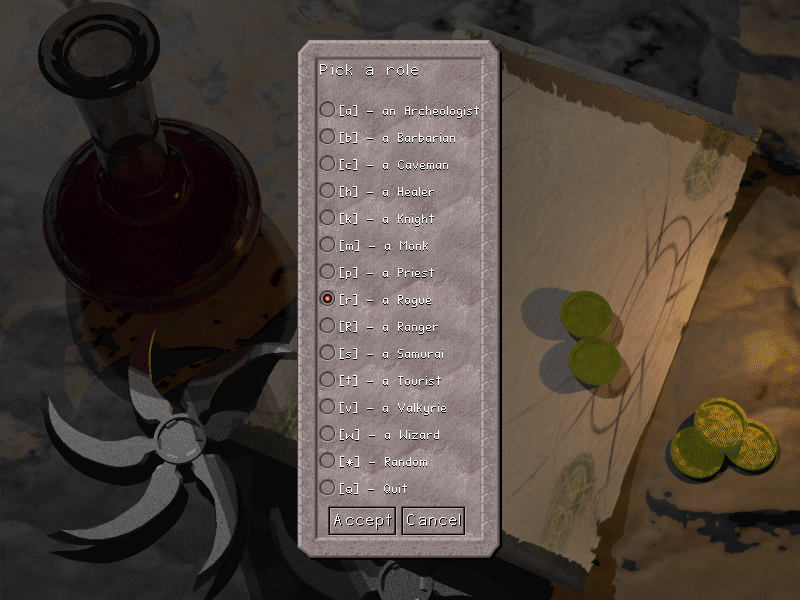
Falcon 's Eye의
직업 선택 화면.

판타지 게임에서 전사와 마법사, 도적은 기본 클래스 트리오다. 그 까닭은 이들의 능력은 서로의 약점을 상쇄한다는 점이다. 파이터는 힘이 세고 무기를 이용하는 전투에 특화되어 있으나 느리고 공격범위가 좁으며, 마법사는 연약하지만 다양한 마법을 사용하는 원거리 전투원이며, 도적 또한 방어력은 떨어지지만 빠른 움직임과 은신을 장점으로 한다. 보통은 게임 진행을 위해 전투에 탁월한 클래스를 하나 이상 필요로 한다. 그리고 그 중에 선택되는 몇 가지의 예시가 마법을 사용하는 주문 시전자와 은신 상태로 공격이 가능한 경우이다.
첫 발매 당시의 《던전 & 드래곤》에는 도적 클래스가 포함되지 않았으나 그 대신에 다음 세 가지 클래스가 존재했다.
- 전사(이후 "파이터"로 변경), 전투 능력 특화, 마법 능력은 거의 전무
- 마법 사용자(개정판에서는 "메이지"와 "위자드"로 변경), 강력한 마법 능력, 취약한 신체 능력
- 성직자, 치유 및 지원 계통의 마법 능력 특화[6][7]

개정판에서 도적 및 레인저 클래스가 추가되었다.
- 도둑(이후 "로그"로 변경), 은신과 사교 기술에 특화된 민첩한 전투원이며, 부상에 대한 저항력이 현저히 떨어지는 대신 강력한 특수 공격 능력 보유
- 순찰자, 원거리 무기 전문가[7]

공상 과학이나 논판타지 롤플레잉 게임에서는 클래스들이 원형은 따라가되 조금씩 변화한다. 마법사의 역할은 과학자와 같은 지적 능력을 기반으로 하는 클래스로 채워지고, 성직자는 의사와 같은 의료 관계자 등 지원하는 역할의 클래스로 대체되며, 로그와 레인저는 탐험가나 암살자로 변형된다. 일부 공상 과학과 초자연적 테마의 롤플레잉 게임은 마법 대신에 초능력을 사용하기도 한다. 위에 나열된 클래스들의 특징을 혼합한 클래스도 있으며, 종종 '하이브리드 클래스'라고 부르기도 한다. 예를 들어 음유시인과 팔라딘이 있다. 음유시인은 도둑과 마법사를 혼합하여, 대인 관계 기술, 정신과 시각을 다루는 마법, 지원 마법에 특화된 클래스이다. 팔라딘은 파이터와 성직자의 조합으로, 파이터에 비해 전투 능력이 떨어지는 반면 회복, 아군 보호, 사악한 적에 대한 격퇴 및 강력한 공격 등의 다양한 기술을 타고난다.

## 클래스 시스템의 변형
클래스 메커니즘에 또 다른 변형을 제공하는 롤플레잉 게임도 있다. 예를 들어 《워해머 판타지 롤플레이》(이하 WFRP)에서 플레이어는 첫 직업을 결정하기 위해 주사위를 던진다. 그리고 다양한 기술에 할당할 수 있는 무료 스킬 포인트를 제공 받는다. 그 선택한 직업과 투자한 스킬 포인트에 따라 캐릭터에 추가되는 능력(WFRP에서는 기술 및 재능)으로 인해 변화하는 캐릭터의 특징이 캐릭터 클래스처럼 작동하는 시스템이다. 플레이어가 경험치를 쌓아가는 과정에서 연관된 다른 직업으로 승급을 하거나 완전히 다른 직업으로 전직을 할 수도 있다.
클래스 기반 체계의 대안으로서의 스킬 기반 체계는 플레이어의 자신의 캐릭터 발전 방식에 대한 제어력이 높아지도록 설계되었다. 이러한 체계에서 플레이어는 특정 기술에 경험치를 투자하여 캐릭터의 발전 방향을 선택할 수 있다. 클래스가 없는 게임 중에서는 플레이어에게 템플릿을 제공하여 작업할 수 있게 하는 경우도 있는데, 이들은 대부분 전통적인 캐릭터 클래스를 기반으로 한다. 다시 말해, 많은 클래스리스 게임들의 설정 시스템 또는 규칙 시스템은 클래스의 전형에 대한 특정 트렌드를 따른다. 예를 들어, 롤플레잉 비디오 게임 《폴아웃》에서는 "슈터", "생존주의자", "과학자", "스무스 토커" 및 "좀도둑" 등의 개념이 등장하지만, 이들 각각의 특징은 레인저, 성직자, 도적 등의 전형적인 클래스에 맞아떨어진다. 폴아웃에 영감을 준 겁스 또한 클래스가 없는 체계로 이루어져 있다.
롤플레잉 게임은 아니지만, 일부 협력형 비디오 게임들은 클래스 기반 시스템을 이용해 협력의 중요성을 강조한다. (《배틀필드 2》, 《스타워즈 배틀프론트 II》 등이 이에 해당한다.)

## 기타
- 대체 캐릭터
- 캐릭터 클래스 (던전 & 드래곤)

## 같이 보기
- 캐릭터 클래스 (던전 & 드래곤)